# Río Valmayor
El río Valmayor es un río del sur de la península ibérica perteneciente a la cuenca hidrográfica del Guadalquivir, que discurre por el sur de la provincia de Ciudad Real y el noroeste de la provincia de Jaén (España). 

## Curso
El Valmayor nace entre Sierra Madrona y la sierra de los Dornilleros, en un paraje conocido como Collado de Valmayor, en el término municipal de Fuencaliente. Realiza un recorrido semicircular de unos 24 km, discurriendo primero en dirección oeste-este y, a partir del Paso de las Escaleruelas, que separa Castilla-La Mancha de Andalucía, gira en dirección suroeste hasta su desembocadura en el río Yeguas, en el término de Andújar. 
En su recorrido se encuentra el paraje conocido como las Calderas del río Valmayor, un recóndito paraje formado por crestones de cuarcitas que el río ha ido erosionado hasta formar las calderas que dan nombre al lugar.  Junto a estas se encuentra también la cueva de Melitón, la cual contiene pinturas rupestres.

## Flora y fauna
Junto al río Valmayor se sitúa la microrreserva de la Mina de Valmayor, una mina abandonada de época romana de la que se extraía plomo y plata y que constituye uno de los refugios de cría de quirópteros más importantes de España, pues unos 5000  ejemplares de 7 especies la utilizan para su reproducción. Estos son el murciélago de cueva, el murciélago ratonero mediano, el murciélago ratonero grande, el murciélago de oreja partida, el murciélago mediano de herradura, el murciélago grande de herradura y el murciélago mediterráneo de herradura.
Al menos hasta mediados de los años 1980 se tiene constancia de que el valle del Valmayor y las sierras de Quintana y Navalmanzano eran zonas de cría del lobo ibérico.